# Bosques secos mexicanos

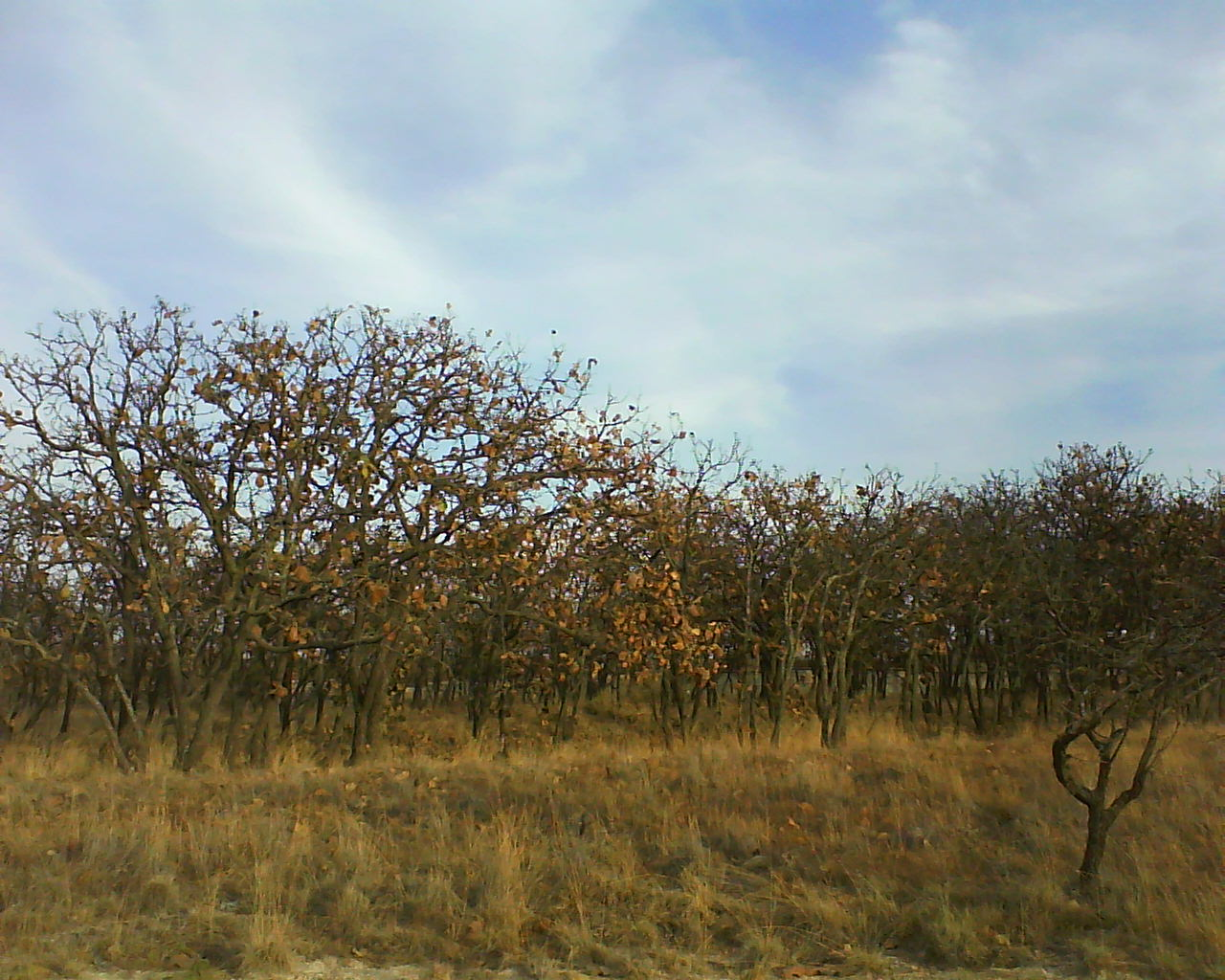
Imagen del bosque El Nixticuil de robles.

Los bosques secos mexicanos, también llamados selvas secas o selva baja caducifolia, constituyen una biorregión de bosques secos tropicales y subtropicales de hoja ancha (frondosa) en México. Es una de las 200 ecorregiones prioritarias de la Fundación Mundial para la Vida Salvaje (World Wildlife Fund´s Global) para la conservación.
Está formado a su vez por las ecorregiones de bosque seco de la costa del Pacífico mexicano desde Sinaloa y la región sur de Baja California hasta Guatemala; por lo que incluye los bosques secos de Jalisco, los bosques secos del Balsas, los bosques secos del Bajío, los bosques secos de la Depresión de Chiapas, la transición subtropical de bosques secos Sonora-Sinaloa, los bosques secos de Sinaloa, y los bosques secos de Sierra de la Laguna.

## Características
Sus árboles no son de más de 30 m de altura (bosque de bajo a mediano), predominantemente caducifolio por la temporada seca invernal que es de 5 a 8 meses, clima tropical o subtropical con temperaturas medias entre 20 y 29 °C, de tipo seco o subhúmedo por las precipitaciones que van de 300 a 1200 mm (1800 como máximo). Se presenta a diversas alturas desde el nivel del mar, pero predomina el bosque montano que alcanza hasta los 1,500 m s. n. m. y a veces hasta 1,900.